# Шарипов, Камал Наретдинович
Камал Наретдинович Шарипов (1905 - 04.10.1938) — советский комсомольский деятель, кавалер ордена Ленина (29.10.1933).
Родился в ауле Юкары-Доргом Самаркандской области в семье сапожника-кустаря.
Окончил мектеб в Самарканде (1916).
Член ЛКСМ с 1922 г. и РКП(б) с 1927 г.
Послужной список
- 1916—1917 ученик кустаря.
- 1917—1926 наборщик узбекского языка в типографиях в Самарканде и Бухаре, организатор и литсотрудник газеты «Яш ленинчи».
- март 1926 — январь 1929 зав. отделом агитации, пропаганды и печати ЦК ЛКСМ Узбекистана.
- январь 1929 — январь 1931 ответственный секретарь ЦК ЛКСМ Узбекистана.
- 26.01. 1931-11.03.1934 секретарь ЦК ВЛКСМ.
- 1934 — секретарь Средне-Азиатского краевого комитета ВЛКСМ.
- август 1935—1937 зав. отделом школ и науки ЦК КП Узбекистана.
- 5.06.1936-12.10.1937 редактор журнала «Гулистан».

Член ЦИК Узбекской ССР (январь 1935 — 28.09.1937). Член ЦК ВЛКСМ (1929—1935), Член Бюро ЦК ВЛКСМ (1931—1934). Член ЦК КПУ (1935 — 27.09.1937).
Делегат 8 и 9 съездов ВЛКСМ и 17 съезда ВКП(б).
Награждён орденом Ленина (29.10.1933).
Арестован 28.09.1937 в Ялте в санатории «Узбекистан», этапирован в Ташкент.
Приговорен к ВМН 04.10.1938 и в тот же день расстрелян.